# هيرب ريد
هيرب ريد (بالإنجليزية: Herb Reed)‏ هو مغني أمريكي، ولد في 7 أغسطس 1928 في كانساس سيتي في الولايات المتحدة، وتوفي في 4 يونيو 2012 في بوسطن في الولايات المتحدة.

## وصلات خارجية
- هيرب ريد على موقع IMDb (الإنجليزية)
- هيرب ريد على موقع ميوزك برينز (الإنجليزية)
- هيرب ريد على موقع أول ميوزيك (الإنجليزية)
- هيرب ريد على موقع ديسكوغز (الإنجليزية)